# トウブワタオウサギ
トウブワタオウサギ（東部綿尾兎、学名：Sylvilagus floridanus）はウサギ目ウサギ科ワタオウサギ属の種。

## 分布
カナダ南東部から南アメリカ北部にかけて分布する。ワタオウサギ属の種の中では最も分布が広い。

## 形態
体長は39-49cm、体重は1.0-1.5kg。体色は褐色または灰色で、体毛は長く厚い。尾は綿のようで、赤褐色である。

## 生態
生息環境は多様で、森林、草原、砂漠に及ぶ。夏は緑の葉、冬は小枝や樹皮を食べる。彩色時間は昼前から夜にかけてである。群れで活動する。妊娠期間は26-30日。産仔数は3-7である。